# Me nguồn Hải Nam
Phyllagathis hainanensis là một loài thực vật có hoa trong họ Mua. Loài này được (Merr. & Chun) C. Chen miêu tả khoa học đầu tiên năm 1984.